# São Vicente, Madeira
São Vicente là một huyện thuộc Vùng tự trị Madeira, Bồ Đào Nha. Huyện này có diện tích 81 km², dân số thời điểm năm 2001 là 6198 người.